# ピーカブー (証券サービス)
ピーカブー（Peekaboo）は、日興コーディアル証券（現・SMBC日興証券）が金融商品仲介業者である株式会社ローソンを通じて行っていた、個人向け証券総合サービスの通称名、及び、同サービスのマスコットキャラクターの名称。サービスの正式名称はローソン株式投資サービスだった。

## 概要

### サービス開始
2003年、証券取引法改正により、証券会社以外の業者等が金融商品取引仲介を内閣総理大臣（財務局）へ登録の上行えるようになり、日興コーディアル証券とローソンは同年9月に業務提携を発表した。
2004年8月31日よりピーカブー（Peekaboo）の名称でサービスを開始し、株式など証券会社の商品に触れていない、プロ志向の個人投資家とは異なる投資ビギナー層をターゲットとした。金融証券仲介業制度による全国地域を対象とした初めての試みで、かつ「コンビニで株が買える」との鳴り物入りでサービスインとなった。サービス名称の由来は英語の『いないいないばぁ（peek a boo）』・『株（kab）の世界を覗き込む（Peek）』を重ね併せたもの。
広報公告展開も行われ、制作されたキャラクターロゴは株から転じて蕪をモチーフにしたイラストが描かれていた。テレビCMでは井ノ原快彦を起用して放送された。

### 利用方法
ローソン店舗に備え付けのピーカブー開設キットで専用証券総合取引口座を開設すると、ピーカブーデザインの日興カード等が送付される。Loppiのタッチパネルで株式・株式ミニ投資・投信・日本国債の売買注文が可能な「Peekabooトレード」と、オンライントレードサービス「日興イージートレード<ピーカブー版>」の利用が出来る。前述以外の外貨MMFや日経平均株価を予想するワラント（独自商品）など、総合的な金融商品はイージートレードのみで取扱となる。
また、ピーカブーやワンストップチャネル（日興券総合口座の日興カードによるMRF入出金がローソンATMで行えるため、ピーカブーでは入金から株式・国債などの買付がローソン店内で完結して行える。
なお、金融商品取引仲介業者となっているのは株式会社ローソン（本社・大阪府、近畿財務局長登録）であり（Peekabooトレード対応のLoppiには取引仲介業者の証憑が貼付されている）、各ローソン店舗の代表者らが仲介業者では無い。このためローソンの店員は口座開設後の操作手順の説明などピーカブー取引に関与する事が法律で禁止されており、問い合わせは必ず顧客がコールセンターへ行わなければならない。これは、コンビニATMにおいて、コンビニの店員が銀行代理店の従業員でない（店員がコンビニATM故障時の取り扱いが出来ない）のと同様である。

### サービス終了
システム運用では、取引をLoppiの機器・システム回線経由で行うためレスポンスが遅く、PC上のオンライントレードと比べて取引スピードが明らかに劣っていた。特に株式売買は立会時間中リアルタイムで株価等が刻々変化するため、リサーチやそれを基にした発注利用には難が有り、また株式売買手数料はワンストップチャネルの同証券の別サービス「イージートレード」と同等に設定しており、競業するほかのオンライン専業証券会社と比べて高額だったことから普及は伸び悩んだ。2005年3月にはグループ会社の粉飾決算が発覚して経営難となり、2007年にはシティグループへの吸収が模索され、2008年1月に完全子会社化された。これを機に2008年3月末で「ピーカブー」の新規申込みを終了し、同年6月末で「Peekabooトレード」サービスを終了（イージートレードは引き続き利用可能）した。

## マスコットキャラクターとしてのピーカブー
ロゴの蕪をキャラクターにしたものも商品名と同じ「ピーカブー」という名前である。このキャラクターは日興コーディアル→SMBC日興証券がスポンサーを務める川崎フロンターレのホームゲームにフロンターレのマスコットふろん太とともに登場していた。
2008年の「ピーカブー」サービス終了後も、マスコットキャラクターの「ピーカブー」はそのまま活動を続けていた。しかし2014年4月、同年6月14日に行われるファン感謝デーを最後に活動を終了することが発表された。ところが、同日のファン感謝デーで、マスコットの権利が旧SMBC日興證券側から川崎フロンターレに委譲されたことと、カラーリング・フォルムを変更した上でクラブの公式マスコットキャラクターとして引き続き活動すること、「ピーカブー」に代わる名前を募集し、2014年8月9日に発表することが明かされた。名前の募集に当たり、カブの一種に変わりはないため、必ず「カブ」を入れることを条件とした。新しい名前の発表までの間は「ピーカブー（仮）」として活動していた。2014年8月9日に「カブレラ」に名前が決定し、以降は「カブレラ」として活動することとなる。
正式に川崎フロンターレのクラブマスコットになってからは、表情パーツが増えて目をキリッとさせたりウインクするなどできるようになった。好物は飴（川崎大師名物のとんとこ飴を始めとするキャンディー類全般）である他、川崎フロンターレの「下部」組織やボーイスカウトの「カブスカウト」など「カブ」の音が入ったものは何でも気に掛けている。
2022年4月、岩手県陸前高田市のゆるキャラである「たかたのゆめちゃん」と挙式を行い、パートナーになることが発表され、同月23日に神奈川県川崎市内の複合商業施設である「ラ チッタデッラ」にて結婚式が開催された。2023年4月23日、パートナーとの間に「メーカブー」 (Mecaboo) が誕生した。命名者は佐々木拓陸前高田市長である。名前はたかたのゆめちゃんの「め」、カブレラの「カブ」、陸前高田の特産「めかぶ」に由来する。同日の対浦和レッドダイヤモンズ戦開始前に、ゴスペル隊による賛美歌の中ドローンで運ばれるという演出とともに披露された。